# Jacob Hosang
Johann Jacob Peter Hosang (* 28. Oktober 1840 in Sommersdorf; † 20. Februar 1927 ebenda) war Landwirt, Grubenbesitzer und Mitglied des Deutschen Reichstags.

## Leben
Hosang besuchte die Realschule in Magdeburg und erlernte sodann die Landwirtschaft und übernahm im Jahre 1866 das väterliche Gut in Sommersdorf mit 282 Morgen Ackerland. Außerdem betrieb er eine Kohlengrube. Ab 1860 diente er bis Herbst 1861 beim 4. Jäger-Bataillon. Er war Ortsvorsteher und seit 1881 Mitglied des Kreistages. 1890 gründete er als Brandmeister die Freiwillige Feuerwehr Sommersdorf, der er bis zu seinem Tode vorstand. Weiter gründete er das Jakob-und-Elise-Hosang-Stift für Invaliden auf dem Sommersdorfer Königsberg.
Von 1890 bis 1907 war er Mitglied des Deutschen Reichstags für den Wahlkreis Regierungsbezirk Magdeburg 5 Neuhaldensleben, Wolmirstedt und die Nationalliberale Partei. Zudem war er Mitglied der Helmstedter Freimaurerloge Julia Carolina zu den drei Helmen.
Hosang starb am 20. Februar 1927 um 12:00 Uhr in seiner Wohnung in Sommersdorf.